# U-380
U-380 — средняя немецкая подводная лодка типа VIIC времён Второй мировой войны.

## История
Заказ на постройку субмарины был отдан 16 октября 1939 года. Лодка была заложена 1 октября 1940 года на верфи Ховальдсверке, Киль, под строительным номером 11, спущена на воду 5 ноября 1941 года, вошла в строй 22 декабря 1941 года под командованием капитан-лейтенанта Йозефа Рютера.

### Командиры
- 22 декабря 1941 года — ноябрь 1943 года капитан-лейтенант Йозеф Рютер
- декабрь 1943 — 11 марта 1944 года капитан-лейтенант Альбрехт Бранди (кавалер Рыцарского Железного креста с дубовыми листьями, мечами и бриллиантами)

### Флотилии
- 22 декабря 1941 года — 31 августа 1942 года — 5-я флотилия (учебная)
- 1 сентября — 30 ноября 1942 года — 6-я флотилия
- 1 декабря 1942 года — 11 марта 1944 года — 29-я флотилия

### История службы
Лодка совершила 12 боевых походов, потопила 2 судна суммарным водоизмещением 14 063 брт, повредила одно судно водоизмещением 7191 брт, одно судно водоизмещением 7178 брт после повреждений не восстанавливалось. Потоплена 11 марта 1944 года в Тулоне, Франция, в районе с координатами 43°07′ с. ш. 05°55′ в. д., американскими бомбами в результате авианалёта. Один человек погиб.

### Волчьи стаи
U-380 входила в состав следующих «волчьих стай»:
- Stier 2 сентября 1942 года — 14 сентября 1942
- Delphin 10 ноября 1942 года — 17 ноября 1942

### Атаки на лодку и происшествия
- 12 сентября 1942 года в результате контратаки эскортных кораблей конвоя ON-127 на лодке вышел из строя один дизель, что заставило её отказаться от атаки.
- 10 мая 1943 года в Средиземном море U-380 спасла пятерых немецких солдат, плывших из Туниса на маленькой лодке. 16 мая она доставила их в Ла-Специю, Италия.